# Kortstaartgrassluiper
De kortstaartgrassluiper (Amytornis merrotsyi) is een zangvogel uit de familie Maluridae (elfjes).

## Verspreiding en leefgebied
Deze soort is endemisch in Australië en telt twee ondersoorten:
- A. m. merrotsyi: Flinders Ranges (zuidoostelijk Zuid-Australië).
- A. m. pedleri: Gawler Ranges (zuidelijk-centraal Zuid-Australië).

## Status
De grootte van de populatie is in 2011 geschat op 6000 volwassen vogels. De trend lijkt stabiel maar omdat de populatie en het verspreidingsgebied klein is heeft deze soort op de Rode lijst van de IUCN de status gevoelig.